# أحمد زكي (سياسي)
أحمد زكي (بالديفهي: އަޙްމަދު ޒަކީ)‏ هو سياسي مالديفي، ولد في 16 أبريل 1931، وتوفي في 15 نوفمبر 1996 في لندن في المملكة المتحدة.